# Cot Girek (Peusangan)
Cot Girek is een bestuurslaag in het regentschap Bireuen van de provincie Atjeh, Indonesië. Cot Girek telt 917 inwoners (volkstelling 2010).